# Leverage
Leverage är ett finskt hårdrocksband från Helsingfors. Bandet har en speciell och egen stil med inslag av melodisk hårdrock/metal, 80-talsmetal och symfonisk rock. Enligt dem själva varken kan eller vill de placeras i någon kategori utan har sin egen stil och stämpel på sina låtar.

## Historia
Bandet grundades 2002 av Pekka Heino, Toumas "Tuoppi " Heikkinen och Torsti Spoof. Tillsammans började de arbeta på låtar och 2006 kom de ut med debutalbumet Tides, vilket har influenser från 80-talets metal. Toumas Heikkinen har skrivit majoriteten av bandets låtar. Efter att albumet Circus Colossus släpptes under 2009 lämnade basisten Pekka Lampinen bandet och ersattes sedan av Sami Norrbacka.

## Medlemmar
Nuvarande medlemmar
- Valtteri Revonkorpi – trummor (2005–)
- Tuomas Heikkinen – gitarr (2005–)
- Marko Niskala – keyboard (2005–)
- Sami Norrbacka – basgitarr (2009–)
- Mikko Salovaara – gitarr (2018–)
- Kimmo Blom – sång (2018–)

Tidigare medlemmar
- Pekka Lampinen – basgitarr (2005–2009)
- Torsti Spoof – gitarr (2005–?)
- Pekka Heino – sång (2005–?)

## Diskografi
Demo
- Promotional CD (2005)

Studioalbum
- Tides (2006)
- Blind Fire (2008)
- Circus Colossus (2009)
- DeterminUs (2019)

EP
- Follow Down That River (2007)
- The Devil's Turn (2018)

Singlar
- "Fifteen Years" / "Marching to War" (2006)
- "Red Moon Over Sonora" (2018)
- "Burn Love Burn" (2019)

Musikvideor
- Mister Universe (2008)
- Wolf and the Moon (2009)